# Forte Defensor Perpétuo
O Forte Defensor Perpétuo é uma construção localizada no município brasileiro de Paraty e que foi erguida no ano de 1793, no primeiro núcleo de povoamento da cidade, então chamada Vila de São Roque.  O forte foi construído com o intuito de proteger o escoamento do ouro da Estrada Real, bem como a produção de açúcar da região.

## Conversão em museu
Foi convertido em museu na década de 1970, após as obras de restauração empreendidas pelo IPHAN. Em 2009, passou a ser uma das unidades museológicas administradas diretamente pelo Instituto Brasileiro de Museus (Ibram), autarquia ligada ao Ministério da Cultura.